# MLS Cup 2009
De MLS Cup 2009 was de voetbal kampioenswedstrijd zijn van het MLS seizoen 2009 die gespeeld is op 22 november, 2009 in het Qwest Field in Seattle. De wedstrijd werd na strafschoppen gewonnen door Real Salt Lake. Dit is de eerste titel van de club. Los Angeles Galaxy wordt voor de vierde maal tweede.

## MLS cup
Het Qwest Field de thuishaven van Seattle Sounders FC, zal de MLS Cup 2009 organiseren, dit was de eerste keer dat het stadion werd gebruikt voor de finale van de MLS Cup.